# Breezin'
«Breezin'» — альбом джаз/соул гітариста, Джорджа Бенсона.
Цей альбом позначив початок найуспішнішого періоду Бенсона з комерційного погляду. Альбом «Breezin'» зійшов на найвищу сходинку в поп, джаз та R&B чартах у журналі Billboard, де відзначено два хітові сингли: титульну пісню (яка стала стандартом у смут-джазі) та «This Masquerade», яка, за даними поп і R&B, ввійшла у десятку найпопулярніших хітів.
У 2004, Донні Осмонд переробив пісню Breeze On By, використавши оригінальне аранжування та гітарні прийоми, а також додав вокальну стежку.

## Композиції

### Сторона 1
1. «Breezin'» (Боббі Вомак) - 5:40
2. «This Masquerade[en]» (Леон Расселл) - 8:03
3. «Six to Four» (Філ Апчарч) - 5:06

### Сторона 2
1. «Affirmation» (Хосе Фелічіано) - 7:01
2. «So This is Love?» (Бенсон) - 7:03
3. "Lady" (Ронні Фостер) - 5:49

## Музиканти
- Джордж Бенсон – гітара, вокал
- Хорхе Дальто – фортепіано, клавінет
- Ronnie Foster[en] – електропіано, синтезатор Муґа
- Філ Апчарч – ритм-гітара
- Ральф МакДональд – перкусія
- Стенлі Банкс – бас-гітара
- Клаус Оґерман – аранжувальник, керівник
- Гарвей Мейсон – ударні
- Ноель Ньюболт – продюсер